# James Douglas Conley
James Douglas Conley (Kansas City, 19 marzo 1955) è un vescovo cattolico statunitense, dal 14 settembre 2012 vescovo di Lincoln.

## Biografia
James Douglas Conley è nato a Kansas City, nel Missouri, il 19 marzo 1955 in una famiglia presbiteriana, da Carl (morto nel 2006) e Betty Conley (nata nel 1923). Ha una sorella adottiva, Susan (nata nel 1962). Conley è di origine nativa americana Wea attraverso la famiglia della sua nonna paterna. La famiglia si è trasferita a Denver, in Colorado, nel 1957, e poi ad Arvada, in Colorado, nel 1959 ed è tornata in Kansas nel 1963.

### Formazione e ministero sacerdotale
Ha frequentato la Hoskinson Cottage School di Arvada. È amico fin dall'infanzia ed è stato compagno di scuola del futuro arcivescovo Paul Stagg Coakley. Nel 1973 si è diplomato alla Shawnee Mission West High School e poi è stato ammesso all'Università del Kansas a Lawrence. Grazie alle sue origini native americane, il Bureau of Indian Affairs ha pagato una parte della sua istruzione universitaria. Ha studiato nel programma integrato di scienze umane dell'ateneo e i corsi sui classici greci e romani lo hanno portato a convertirsi al cattolicesimo. Il 6 dicembre 1975 ha ricevuto i sacramenti dell'iniziazione nella chiesa parrocchiale di San Giovanni Evangelista a Lawrence.
Nel 1977 ha conseguito il Bachelor of Arts in letteratura inglese e poi ha lavorato nel settore dell'edilizia a Kansas City, in Kansas, prima di intraprendere un viaggio attraverso l'Europa. Con l'amico Paul Stagg Coakley ha preso in considerazione una vocazione monastica presso l'abbazia di Notre Dame a Fontgombault, in Francia. Nel 1978 è tornato in patria e ha trovato lavoro nella fattoria di un amico vicino a Courtland. Dopo la visita di papa Giovanni Paolo II negli Stati Uniti del 1979, ha deciso di seguire la vocazione al sacerdozio e nel 1980 è entrato nel seminario "San Pio X" di Erlanger. Ha proseguito gli studi per il sacerdozio al seminario "Mount St. Mary's" di Emmitsburg dove nel 1985 ha conseguito il Master of Divinity.
Il 18 maggio 1985 è stato ordinato presbitero per la diocesi di Wichita. In seguito è stato vicario parrocchiale della parrocchia di San Patrizio a Wichita dal 1985 al 1987 e direttore dell'ufficio diocesano per la vita dal 1987 al 1989. Nel 1989 è stato inviato a Roma per studi. Nel 1991 ha conseguito la licenza in teologia morale presso l'Accademia alfonsiana. In seguito è stato di nuovo direttore dell'ufficio diocesano per la vita e cappellano della parrocchia di San Paolo e Centro Newman presso la Wichita State University dal 1991 al 1996; officiale della Congregazione per i vescovi dal 1996 al 2006; cappellano per il programma dell'Università di Dallas a Roma dal 1997 al 2003; istruttore aggiunto di teologia per il programma del Christendom College a Roma dal 2004 al 2006 e parroco della parrocchia del Santissimo Sacramento a Wichita dal 1º agosto 2006 al 2008. Il 9 febbraio 2001 è stato nominato cappellano di Sua Santità.
Nel 1991 anche i suoi genitori si sono convertiti al cattolicesimo e Conley ha amministrato loro i sacramenti del battesimo e della cresima.

### Ministero episcopale
Il 10 aprile 2008 papa Benedetto XVI lo ha nominato vescovo ausiliare di Denver e titolare di Cissa. Ha ricevuto l'ordinazione episcopale il 30 maggio successivo nella cattedrale dell'Immacolata Concezione a Denver dall'arcivescovo metropolita di Denver Charles Joseph Chaput, co-consacranti il vescovo di Wichita Michael Owen Jackels e quello di Salina Paul Stagg Coakley.
Intervenendo sulla proposta di legislazione sanitaria nel novembre del 2009, Conley ha affermato che i vescovi cattolici "hanno alcune priorità semplici ma importanti. Primo, tutti dovrebbero avere accesso all'assistenza sanitaria di base, compresi gli immigrati. [...] Secondo, la riforma dovrebbe rispettare la dignità di ogni persona, dal concepimento alla morte naturale. [...] In terzo luogo, la vera riforma sanitaria deve includere protezioni esplicite e ferree della coscienza per i professionisti medici e le istituzioni in modo che non possano essere costretti a violare le loro convinzioni morali. Quarto, e questo è così ovvio che a volte non viene dichiarato, ogni riforma deve essere economicamente realistica e finanziariamente sostenibile".
L'8 settembre 2011, dopo il trasferimento a Filadelfia di monsignor Charles Joseph Chaput, è stato nominato amministratore apostolico dell'arcidiocesi di Denver. È rimasto in carica fino all'ingresso in diocesi di monsignor Samuel Joseph Aquila nel luglio del 2012.
Nel maggio del 2012 ha compiuto la visita ad limina.
Il 14 settembre 2012 papa Benedetto XVI lo ha nominato vescovo di Lincoln. Ha preso possesso della diocesi il 20 novembre successivo con una cerimonia nella cattedrale di Cristo Risorto a Lincoln.
La diocesi di Lincoln ha partecipato al primo audit dei vescovi statunitensi sull'attuazione della carta per la protezione dei giovani nel 2003, ma l'allora vescovo Fabian Wendelin Bruskewitz ha rifiutato di partecipare ai controlli successivi in attesa di perfezionamenti al processo. Nel giugno del 2014 il presidente del comitato per la protezione dei bambini della Conferenza episcopale ha riferito che la diocesi di Lincoln era una delle quattro sedi negli Stati Uniti che dovevano ancora conformarsi allo statuto della Conferenza che richiedeva a ogni diocesi di sottoporre le proprie procedure per la protezione dei minori al comitato di revisione per un audit. Nel 2015 monsignor Conley ha dichiarato che la diocesi di Lincoln ha rispettato tutte le leggi ecclesiastiche e civili sulla segnalazione di abusi sui minori e sulla protezione dei minori, che il processo di audit era stato migliorato e che ora la diocesi vi avrebbe partecipato.
Il 13 dicembre 2019 monsignor Conley ha annunciato che si stava prendendo un congedo medico per curare depressione, ansia, insonnia e acufene. L'arcivescovo di Omaha George Joseph Lucas è stato nominato amministratore apostolico sede plena durante il congedo temporaneo del vescovo Conley. Rimessosi in salute, è tornato alla guida della diocesi il 13 novembre 2020.
Oltre all'inglese, conosce l'italiano, il latino e lo spagnolo.

## Genealogia episcopale
La genealogia episcopale è:
- Cardinale Scipione Rebiba
- Cardinale Giulio Antonio Santori
- Cardinale Girolamo Bernerio, O.P.
- Arcivescovo Galeazzo Sanvitale
- Cardinale Ludovico Ludovisi
- Cardinale Luigi Caetani
- Cardinale Ulderico Carpegna
- Cardinale Paluzzo Paluzzi Altieri degli Albertoni
- Papa Benedetto XIII
- Papa Benedetto XIV
- Papa Clemente XIII
- Cardinale Marcantonio Colonna
- Cardinale Giacinto Sigismondo Gerdil, B.
- Cardinale Giulio Maria della Somaglia
- Cardinale Carlo Odescalchi, S.I.
- Cardinale Costantino Patrizi Naro
- Cardinale Lucido Maria Parocchi
- Papa Pio X
- Cardinale Gaetano De Lai
- Cardinale Raffaele Carlo Rossi, O.C.D.
- Cardinale Amleto Giovanni Cicognani
- Cardinale Pio Laghi
- Arcivescovo Charles Joseph Chaput, O.F.M.Cap.
- Vescovo James Douglas Conley

## Araldica
| Stemma | Titolare                                | Descrizione |
|        | James Douglas Conley Vescovo di Lincoln | Partito saldato: al primo interzato in palo, d'argento, di rosso e del primo; al capo d'azzurro, alla stella (6) d'argento; al secondo, d'oro alla chiave di rosso posta in palo con l'impugnatura a losanga pomata, con l'ingegno all'insù, alle frecce di nero in decusse attraversanti, al capo d'azzurro, al cuore d'oro, spinato di nero e fiammeggiante di rosso bordato d'oro, accompagnato da quattro gigli d'oro nascenti, ordinati in fascia. Ornamenti esteriori da vescovo. Scudo accollato delle insegne di commendatore dell'Ordine equestre del Santo Sepolcro di Gerusalemme. Motto: "Cor ad cor loquitur". |